# Eterocerceis somala
Eterocerceis somala là một loài chân đều trong họ Sphaeromatidae. Loài này được Messana miêu tả khoa học năm 1990.